# Лозуватська сільська рада (Криворізький район)
Лозува́тська сільська́ ра́да — орган місцевого самоврядування у Криворізькому районі Дніпропетровської області. Адміністративний центр — село Лозуватка.

## Загальні відомості
- Територія ради: 557 км²
- Населення ради: 18 686 особи (станом на 01 січня 2025 року)
- Територією протікають річки Бокова, Боковенька та Інгулець.

## Населення громади
| Назва показника | Кількість жителів |
| --- | ----------------- |
| Населення в громаді (зареєстровані жителі+ВПО+тимчасово проживаючі+мешканці, які не актуалізували інформацію в реєстрі територіальної громади) | 18 676            |
| Ветерани війни | 431               |
| Ліквідатори аварії на ЧАЕС та/або їх сім'ї | 94                |
| Особи з інвалідністю (всі групи) | 502               |
| Діти з інвалідністю (всі групи) | 45                |
| Кількість ветеранів інтернаціоналістів | 52                |
| Одинокі особи похилого віку | 50                |
| Сім'ї, що отримують соціальну допомогу |                   |
| Малозабезпечені сім'ї, що отримують соціальну допомогу                                                                                         | 36                |
| Діти сироти | 21                |
| Діти без батьківського піклування | 39                |
| Внутрішньо-переміщенні особи (чоловіки) | 126               |
| Внутрішньо-переміщенні особи (жінки) | 193               |
| Внутрішньо-переміщенні особи (діти) | 136               |

## Адміністративно-територіальний устрій
Територія громади згідно з адміністративно – територіальним устроєм України входить до складу Криворізького району Дніпропетровської області.
Відстань від адміністративного центру громади до районного центру (місто Кривий Ріг) – 21 км.
Відстань від адміністративного центру громади до обласного центру (місто Дніпро) – 168 км.
Територія громади межує з м. Кривим Рогом – зі східного боку, Кіровоградською областю – з західного боку, Глеюватською сільською радою Криворізького району – з північного боку, Миколаївською областю – з південно-західного боку, Новолатівською сільською радою Криворізького району – з південного боку.
Лозуватській сільській раді підпорядковані 32 населених пункти у 7 старостинських округах, а саме:
1. Данилівський - староста Білий Сергій Володимирович
2. Вільненський - староста Богдашов Микола Михайлович
3. Грузький - староста Уманець Наталія Василівна
4. Раннєранківський - староста Єфіменко Олександра Петрівна
5. Карачунівський - староста в.о. старости Чернов Денис Євгенович
6. Софіївський - староста Зінченко Надія Вадимівна
7. Христофорівський - староста Троценко Володимир Віталійович

### Центральна садиба та старостинські округи
| № з/п | Назва населеного пункту  | Чисельність населення (осіб) | Площа (га) | Відстань до центру територіальної громади, (км) | Cоцзакладів по населеному пункту | Старостинський округ | Встановлено межу населеного пункту | Проведено нормативну грошову оцінку |
| ----- | ------------------------ | ---------------------------- | ---------- | ----------------------------------------------- | -------------------------------- | -------------------- | ---------------------------------- | ----------------------------------- |
| 1     | село Анастасівка         | 85                           | 67,4       | 15,2                                            | 1                                | Грузький             | Ні                                 | Ні                                  |
| 2     | село Базарове            | 49                           | 301        | 9,71                                            | 0                                | Грузький             | Ні                                 | Ні                                  |
| 3     | село Вільне              | 2303                         | 378,8      | 15,4                                            | 8                                | Вільненський         | Ні                                 | Ні                                  |
| 4     | село Гейківка            | 128                          | 29         | 38,4                                            | 0                                | Раннєранківський     | Ні                                 | Ні                                  |
| 5     | село Грузька Григорівка  | 31                           | 38,9       | 20,3                                            | 0                                | Карачунівський       | Ні                                 | Ні                                  |
| 6     | село Грузьке             | 440                          | 298,4      | 10,75                                           | 5                                | Грузький             | Ні                                 | Ні                                  |
| 7     | село Данилівка           | 599                          | 109        | 35,8                                            | 6                                | Данилівський         | Так                                | Так                                 |
| 8     | село Дружба              | 189                          | 74,3       | 18                                              | 1                                | Карачунівський       | Ні                                 | Ні                                  |
| 9     | село Зелений Гай         | 447                          | 142,2567   | 30,1                                            | 2                                | Данилівський         | Ні                                 | Ні                                  |
| 10    | село Зелений Луг         | 172                          | 325        | 34,8                                            | 0                                | Данилівський         | Ні                                 | Ні                                  |
| 11    | село Іванівка            | 49                           | 561        | 25,9                                            | 0                                | Софіївський          | Ні                                 | Ні                                  |
| 12    | село Іванівка            | 24                           | 36,4       | 45,9                                            | 0                                | Раннєранківський     | Так                                | Ні                                  |
| 13    | село Інгулець            | 243                          | 61,8       | 15,9                                            | 2                                | Карачунівський       | Ні                                 | Так                                 |
| 14    | село Карачунівка         | 656                          | 228,7      | 4,8                                             | 4                                | Карачунівський       | Ні                                 | Ні                                  |
| 15    | село Кривбас             | 524                          | 42         | 39,6                                            | 0                                | Раннєранківський     | Ні                                 | Ні                                  |
| 16    | село Кудашівка           | 94                           | 56,7568    | 27,5                                            | 4                                | Данилівський         | Ні                                 | Ні                                  |
| 17    | село Лозуватка           | 6852                         | 1400,9376  | 0                                               | 11                               | -                    | Ні                                 | Ні                                  |
| 18    | село Мар'янівка          | 312                          | 146,5      | 6,98                                            | 0                                | Вільненський         | Ні                                 | Ні                                  |
| 19    | селище Мусіївка          | 200                          | 32,6       | 30,5                                            | 1                                | Данилівський         | Ні                                 | Ні                                  |
| 20    | село Надія               | 301                          | 90,41      | 11,2                                            | 0                                | Вільненський         | Так                                | Ні                                  |
| 21    | село Новий Кременчук     | 177                          | 96,3       | 41,6                                            | 0                                | Раннєранківський     | Ні                                 | Так                                 |
| 22    | село Новий Мир           | 216                          | 47,0391    | 31,7                                            | 1                                | Данилівський         | Ні                                 | Ні                                  |
| 23    | село Новоганнівка        | 325                          | 199,87     | 11,65                                           | 1                                | Грузький             | Ні                                 | Ні                                  |
| 24    | село Новолозуватка       | 319                          | 224,2      | 14,8                                            | 2                                | Грузький             | Ні                                 | Ні                                  |
| 25    | село Павлівка            | 8                            | 22,4       | 45,8                                            | 1                                | Данилівський         | Ні                                 | Ні                                  |
| 26    | село Радіонівка          | 713                          | 116,4      | 12,1                                            | 3                                | Карачунівський       | Ні                                 | Ні                                  |
| 27    | село Раєво-Олександрівка | 28                           | 29,97      | 12,1                                            | 2                                | Грузький             | Ні                                 | Ні                                  |
| 28    | село Ранній Ранок        | 561                          | 186,3      | 39,9                                            | 6                                | Раннєранківський     | Ні                                 | Ні                                  |
| 29    | село Софіївка            | 1028                         | 269,0998   | 20,8                                            | 3                                | Софіївський          | Ні                                 | Ні                                  |
| 30    | село Тернівка            | 109                          | 72,4       | 7,2                                             | 2                                | Грузький             | Ні                                 | Ні                                  |
| 31    | селище Христофорівка     | 1144                         | 575        | 25                                              | 4                                | Христофорівський     | Ні                                 | Ні                                  |
| 32    | селище Червона Поляна    | 71                           | 66,48      | 32,1                                            | 2                                | Данилівський         | Ні                                 | Ні                                  |

## Інфраструктура
| Навчальні заклади                    | Середня освіта      | 11 |
| Навчальні заклади                    | Професійні          | 0  |
| Навчальні заклади                    | Дошкільні           | 8  |
| Навчальні заклади                    | Позашкільні         | 3  |
| Заклади культури                     | Бібліотеки          | 10 |
| Заклади культури                     | Мистецькі школи     | 1  |
| Заклади культури                     | Клубні заклади      | 10 |
| Адміністративні та соціальні послуги | Соц.захист          | 1  |
| Адміністративні та соціальні послуги | ЦНАП і ВРМ          | 8  |
| Медичні заклади                      | Пункти здоров'я     | 14 |
| Медичні заклади                      | Амбулаторії         | 4  |
| Правоохоронці та служби порятунку    | Поліцейські станції | 1  |
| Правоохоронці та служби порятунку    | Пожежні станції     | 1  |

## Депутати сільської ради

### VIII скликання
11 грудня 2020 року почала роботу сільська рада VIII скликання, обрана на місцевих виборах 2020 року. 
Рада складається з 26 депутатів та голови.
- Голова ради: Яценко Віталій Володимирович
- Секретар ради: Ревуцька Лілія Миколаївна

| №  | П.І.Б.                            | Місцева організація політичної партії, від якої депутата включено до виборчого списку |
| -- | --------------------------------- | ------------------------------------------------------------------------------------- |
| 1  | Яценко Віталій Володимирович      | Політична партія "Слуга народу"                                                       |
| 2  | Бабій Ірина Богданівна            | Політична партія "Слуга народу"                                                       |
| 3  | Бідніченко Юрій Вікторович        | Політична партія "За майбутнє"                                                        |
| 4  | Бухіннік Неля Іванівна            | Політична партія "Слуга народу"                                                       |
| 5  | Волошина Юлія Миколаївна          | Політична партія "Слуга народу"                                                       |
| 6  | Григоренко Олег Миколайович       | Політична партія "Слуга народу"                                                       |
| 7  | Демченко Віталій Володимирович    | Політична партія Блок Вілкула "Українська перспектива"                                |
| 8  | Жир Микола Іванович               | Політична партія "Слуга народу"                                                       |
| 9  | Калакай Наталія Вікторівна        | Політична партія "Слуга народу"                                                       |
| 10 | Косяк Світлана Миколаївна         | Політична партія "Опозиційна Платформа-За життя"                                      |
| 11 | Лісовий Віктор Іванович           | Політична партія "Опозиційна Платформа-За життя"                                      |
| 12 | Негода Микола Ігорович            | Політична партія Блок Вілкула "Українська перспектива"                                |
| 13 | Ніколаєнко Людмила Іванівна       | Політична партія "Опозиційна Платформа-За життя"                                      |
| 14 | Носик Сергій Олексійович          | Політична партія "За майбутнє"                                                        |
| 15 | Обійдихата Анатолій Миколайович   | Політична партія "За майбутнє"                                                        |
| 16 | Орел Альона Анатоліївна           | Політична партія "Опозиційна Платформа-За життя"                                      |
| 17 | Остапенко Микола Іванович         | Політична партія "Слуга народу"                                                       |
| 18 | Панченко Людмила Василівна        | Політична партія "Слуга народу"                                                       |
| 19 | Пасічук Олександр Володимирович   | Політична партія "Слуга народу"                                                       |
| 20 | Пашкова Юлія Іванівна             | Політична партія Блок Вілкула "Українська перспектива"                                |
| 21 | Плужник Володимир Федорович       | Політична партія "Слуга народу"                                                       |
| 22 | Ревуцька Лілія Миколаївна         | Політична партія "Слуга народу"                                                       |
| 23 | Фуголь Надія Русланівна           | Політична партія Блок Вілкула "Українська перспектива"                                |
| 24 | Хорольський Олександр Миколайович | Політична партія "За майбутнє"                                                        |
| 25 | Хуторний Павло Леонідович         | Політична партія "Слуга народу"                                                       |
| 26 | Чорна Оксана Русланівна           | Політична партія Блок Вілкула "Українська перспектива"                                |
| 27 | Шабелян Ірина Миколаївна          | Політична партія "Опозиційна Платформа-За життя"                                      |

### VI скликання

#### Керівний склад попередніх скликань
| Прізвище, ім'я, по батькові | Основні відомості                                            | Дата обрання | Дата звільнення |
| --------------------------- | ------------------------------------------------------------ | ------------ | --------------- |
| Арєф'єв Віктор Якович       | Сільський голова, 1956 року народження, безпартійний         | 26.03.2006   | 31.10.2010      |
| Арєф'єв Віктор Якович       | Сільський голова, 1956 року народження, член Партії регіонів | 31.10.2010   |                 |

Примітка: таблиця складена за даними сайту Верховної Ради України

#### Депутати
За результатами місцевих виборів 2010 року депутатами ради стали:

#### За суб'єктами висування
| Суб'єкт висування                                       | Кількість обраних депутатів | %    |
| ------------------------------------------------------- | --------------------------- | ---- |
| Партія регіонів                                         | 21                          | 70   |
| Самовисування                                           | 8                           | 26,7 |
| Політична партія Всеукраїнське об'єднання «Батьківщина» | 1                           | 3,3  |

#### За округами
| № округу                                                | Прізвище, ім'я, по батькові       | Дата визнання обраним | Освіта             | Партійна приналежність                        | Відомості про обраного депутата                                     |
| ------------------------------------------------------- | --------------------------------- | --------------------- | ------------------ | --------------------------------------------- | ------------------------------------------------------------------- |
| Партія регіонів                                         |                                   |                       |                    |                                               |                                                                     |
| 3                                                       | Кравчик Людмила Володимирівна     | 02.11.2010            | вища               | член Партії регіонів                          | відділ освіти Криворізької РДА, начальник                           |
| 4                                                       | Суганяка Сергій Андрійович        | 02.11.2010            | вища               | член Партії регіонів                          | Лозуватська загальноосвітня школа №2, вчитель                       |
| 5                                                       | Костенко Наталія Олександрівна    | 02.11.2010            | середня            | член Партії регіонів                          | Лозуватська школа-сад, завідувачка господарства                     |
| 6                                                       | Сушко Таісія Григорівна           | 02.11.2010            | вища               | член Партії регіонів                          | Криворізька райрада, головний спеціаліст                            |
| 7                                                       | Хорольський Олександр Миколайович | 02.11.2010            | вища               | член Партії регіонів                          | ТОВ "Агрофірма "Зарічний", інженер-механік                          |
| 8                                                       | Міхєєва Галина Анатоліївна        | 02.11.2010            | вища               | член Партії регіонів                          | Лозуватська сільська рада, землевпорядник                           |
| 9                                                       | Ковальчук Олена Геннадіївна       | 02.11.2010            | вища               | член Партії регіонів                          | Лозуватський дошкільний навчальний заклад "Берізка", завідувачка    |
| 10                                                      | Чуплий Леонід Анатолійович        | 02.11.2010            | середня            | член Партії регіонів                          | КЗ Лозуватська дільнична лікарня, механік                           |
| 11                                                      | Соколовський Ігор Іванович        | 02.11.2010            | вища               | член Партії регіонів                          | приватний підприємець "Соколовський"                                |
| 12                                                      | Омельчак Тетяна Іванівна          | 02.11.2010            | вища               | член Партії регіонів                          | ТОВ "Агрофірма "Зарічний", заступник головного бухгалтера           |
| 13                                                      | Котова Надія Сергіївна            | 02.11.2010            | середня спеціальна | член Партії регіонів                          | відділення ощадбанку 7897/09, завідувачка                           |
| 17                                                      | Сулима Дмитро Миколайович         | 02.11.2010            | середня            | член Партії регіонів                          | відділення Ощадбанку 7897/09, охоронник                             |
| 19                                                      | Косяк Віктор Іванович             | 02.11.2010            | середня            | член Партії регіонів                          | ВАТ Ощадбанк 7897, охоронник                                        |
| 21                                                      | Міщенко Інна Петрівна             | 02.11.2010            | вища               | член Партії регіонів                          | Лозуватська загальноосвітня школа №1, вчитель                       |
| 24                                                      | Паливода Юрій Вікторович          | 02.11.2010            | вища               | член Партії регіонів                          | Лозуватська загальноосвітня школа №1, практичний психолог           |
| 25                                                      | Косяк Світлана Миколаївна         | 02.11.2010            | середня            | член Партії регіонів                          | Лозуватська школа-сад, спеціаліст                                   |
| 26                                                      | Каплун Сергій Григорович          | 02.11.2010            | вища               | член Партії регіонів                          | тимчасово не працює                                                 |
| 27                                                      | Андрєєв Сергій Іванович           | 02.11.2010            | вища               | член Партії регіонів                          | пенсіонер                                                           |
| 28                                                      | Павліченко Валентин Олександрович | 02.11.2010            | вища               | член Партії регіонів                          | Криворізька районна електрична мережа, інженер з аналітики          |
| 29                                                      | Ніколаєнко Людмила Іванівна       | 02.11.2010            | середня            | член Партії регіонів                          | Мар’янівська сільська бібліотека, завідувачка                       |
| 30                                                      | Каюн Олександр Миколайович        | 02.11.2010            | вища               | член Партії регіонів                          | тимчасово не працює                                                 |
| Політична партія Всеукраїнське об’єднання "Батьківщина" |                                   |                       |                    |                                               |                                                                     |
| 20                                                      | Лазорик Наталія Сергіївна         | 02.11.2010            | вища               | член Всеукраїнського об’єднання "Батьківщина" | Лозуватська загальноосвітня школа №1, вчитель                       |
| Самовисування                                           |                                   |                       |                    |                                               |                                                                     |
| 1                                                       | Ревуцька Лілія Миколаївна         | 02.11.2010            | вища               | позапартійна                                  | Лозуватська сільська рада, секретар                                 |
| 2                                                       | Міхєєв Михайло Васильович         | 02.11.2010            | середня            | позапартійний                                 | ТОВ "Дніпрянка", тракторист                                         |
| 14                                                      | Трюхан Володимир Миколайович      | 02.11.2010            | вища               | позапартійний                                 | СТ "Інгулець", голова правління                                     |
| 15                                                      | Приймак Наталія Вікторівна        | 02.11.2010            | середня            | позапартійна                                  | Лозуватська сільська рада, головний бухгалтер                       |
| 16                                                      | Стрибайло Наталія Дмитрівна       | 02.11.2010            | середня            | позапартійна                                  | Лозуватська сільська рада, начальник ВОС                            |
| 18                                                      | Гримус Оксана Степанівна          | 02.11.2010            | середня            | позапартійна                                  | приватний підприємець "Гримус"                                      |
| 22                                                      | Березовський Андрій Валентинович  | 02.11.2010            | вища               | позапартійний                                 | Криворізький РВ ГУ МВС України, начальник кримінальної міліції      |
| 23                                                      | Голяк Олександр Григорович        | 02.11.2010            | вища               | позапартійний                                 | Криворізький РВ ГУ МВС України, старший дільничий інспектор міліції |

## Відділи, управління, інші виконавчі органи сільської ради
Існує більше 12 відділів та управліннь, які контролюють різні сфери життя територіальної громади.
- Відділ бухгалтерського обліку та звітності
- Відділ містобудування та архітектури
- Відділ економічного розвитку, соціального захисту та ветеранської політики
- Відділ "Центру надання адміністративних послуг "Держава і Я"
- Відділ цифрової трансформації
- Відділ юридичного та кадрового забезпечення
- Відділ ЖКГ та благоустрою
- Відділ із земельних питань
- Управління молоді, культури та спорту
- Фінансове управління
- Служба у справах дітей